# Ngũ gia bì cảnh
Ngũ gia bì cảnh (Schefflera arboricola) là một loài thực vật có hoa trong Họ Cuồng cuồng. Loài này được (Hayata) Merr. miêu tả khoa học đầu tiên năm 1929.